# Matringhem
Matringhem (Nederlands: Matringem) is een gemeente in het Franse departement Pas-de-Calais (regio Hauts-de-France) en telt 175 inwoners (2004). De plaats maakt deel uit van het arrondissement Montreuil.

## Naam
De plaatsnaam heeft een Oudnederlandse herkomst. De oudste vermelding is van 1112, als Matrinkehem. Het betreft een samenstelling, waarbij het eerste element een afleiding is van een persoonsnaam + het afstammingsuffix -ing +  -heem (woonplaats, woongebied, dorp, buurtschap). De betekenis van de plaatsnaam is dan: 'woning, woonplaats van de lieden van X'.

## Geschiedenis
De eerste heer waarvan melding wordt gemaakt was Guillaume de Matringhem (1207). Later kwam het in bezit van de familie Neuville-Witasse, en daarna onder meer Le More. Vroeger bestond in het dorp een priorij die afhankelijk was van de Abdij van Ruisseauville. Een monnik van deze abdij verbleef in Matringhem tot aan de opheffing van de abdij in 1789.

## Geografie
De oppervlakte van Matringhem bedraagt 4,5 km², de bevolkingsdichtheid is 38,9 inwoners per km². Matringhem ligt aan de Leie op een hoogte die varieert tussen 75 en 186 meter.
De onderstaande kaart toont de ligging van Matringhem met de belangrijkste infrastructuur en aangrenzende gemeenten.

## Bezienswaardigheden
- De Sint-Omaarskerk
- De kapel van Notre-Dame-de-Bonne-Fin
- Restanten van de burcht die diende tot herenzetel en vermoedelijk in de loop van de 17e eeuw werd verwoest. Enkele muurresten met een dikte van 1,40 meter, gelegen op een voormalig

## Demografie
Onderstaande figuur toont het verloop van het inwonertal (bron: INSEE-tellingen).

## Nabijgelegen kernen
Vincly, Mencas, Senlis, Hézecques, Beaumetz-lès-Aire